# Vérapó
A Vérapó (eredeti cím: Violent Night) 2022-es amerikai karácsonyi akció-filmvígjáték, amelyet Tommy Wirkola rendezett. A forgatókönyv írói Pat Casey és Josh Miller, a főszerepben pedig David Harbour, John Leguizamo, Cam Gigandet, Alex Hassell, Alexis Louder, Edi Patterson és Beverly D’Angelo látható.
A filmet az Amerikai Egyesült Államokban 2022. december 2-án, míg Magyarországon egy nappal korábban mutatták be a mozikban a UIP-Dunafilm forgalmazásában, szinkronizálva.

## Cselekmény
A Mikulás nem egészen az a joviális öregúr, akinek hittük… újabb karácsony, újabb ajándékosztás, amitől az évek alatt a Mikulás a munkájába belefásult, cinikus figura lett. De amikor egy olyan gazdag család házába érkezik, akiket nem sokkal korábban egy csapat álig felfegyverzett zsoldos ejtett túszul, hogy elrabolják a többszáz milliós vagyonukat, vége a rezignált időszaknak: miután őt is eltennék láb alól „plázás Mikulásnak” titulálva kiderül, hogy ha egy rosszkedvű, varázserővel is rendelkező Mikulást felbosszantanak, annak rossz vége lesz, és nem csak a hó, de a bűnözők is hullani kezdenek. 

## Szereplők
| Szerep              | Színész                  | Magyar hang            |
| ------------------- | ------------------------ | ---------------------- |
| Mikulás             | David Harbour            | Debreczeny Csaba       |
| Scrooge             | John Leguizamo           | Rajkai Zoltán          |
| Morgan Steel        | Cam Gigandet             | Szabó Máté             |
| Jason               | Alex Hassell             | Mészáros Béla          |
| Linda               | Alexis Louder            | Bánfalvi Eszter        |
| Trudy Lightstone    | Leah Brady               | Clemann Sánta Zoé      |
| Alva                | Edi Patterson            | Pálfi Kata             |
| Gertrude Lightstone | Beverly D’Angelo         | Nyakó Júlia            |
| Mézeskalács         | André Eriksen            | Hannus Zoltán          |
| Krampusz            | Brendan Fletcher         | Takátsy Péter          |
| Fagyocska           | Can Aydin                | Bányai Kelemen Barna   |
| Csengő              | Finn McCager Higgins     | Suhajda Dániel         |
| Borsmenta           | Rawleigh Clements-Willis | Horváth-Töreki Gergely |
| Cukipálca           | Mitra Suri               | Tompos Kátya           |

### Magyar változat
- Főcím: Welker Gábor
- Magyar szöveg: Speier Dávid
- Felvevő hangmérnök: Farkas László
- Vágó: Sári-Szemerédi Gabriella
- Gyártásvezető: Gelencsér Adrienne
- Szinkronrendező: Báthory Orsolya
- Produkciós vezető: Hagen Péter

A szinkront Mafilm Audio Kft. készítette.

## A film készítése
2020 márciusában a Universal Pictures bejelentette, hogy megvásárolta a Pat Casey és Josh Miller által írt Vérapó című film forgatókönyvét, és hogy a 87North Productions készíti el a filmet. 2021 novemberében David Harbour kapta meg a főszerepet, a rendezést pedig Tommy Wirkola vállalta. 2022 elején megerősítették, hogy John Leguizamo, Beverly D’Angelo, Alex Hassell, Alexis Louder, Edi Patterson, Cam Gigandet és André Eriksen szerepelni fognak a filmben. A film forgatása 2022 februárjában kezdődött meg Winnipegben.

## Bemutató
A Vérapó világpremierje a New York-i Comic Conon lesz 2022. október 7-én, az Amerikai Egyesült Államokban pedig a tervek szerint 2022. december 2-án kerül a mozikba a Universal Pictures forgalmazásában.

## Fordítás
- Ez a szócikk részben vagy egészben  a   Violent Night című angol Wikipédia-szócikk fordításán alapul.  Az eredeti cikk szerkesztőit annak laptörténete sorolja fel. Ez a jelzés csupán a megfogalmazás eredetét és a szerzői jogokat jelzi, nem szolgál a cikkben szereplő információk forrásmegjelöléseként.